# Esther Anderson

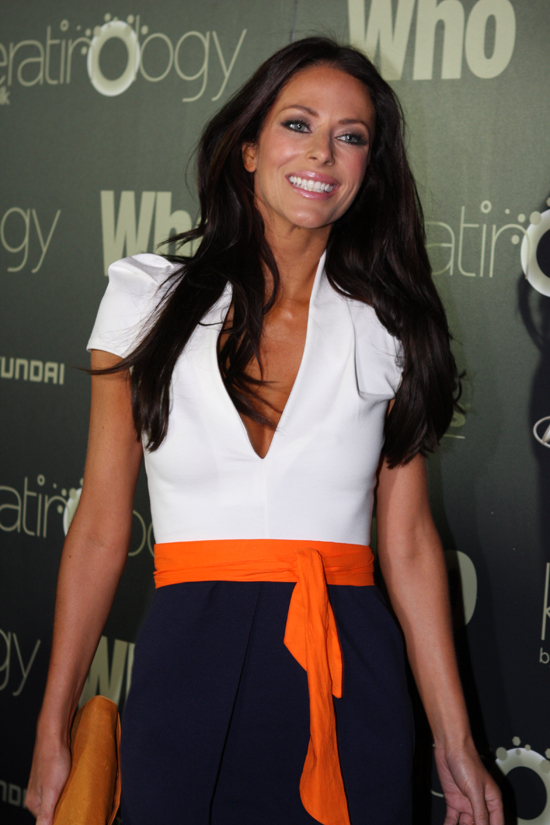
Esther Anderson bei der Who Magazine’s "Sexiest People Party" 2011

Esther Jackie Anderson (* 13. Juni 1979 in Geelong, Victoria) ist eine australische Schauspielerin und Model.

## Leben
Durch ihre Arbeit als Model lebte Esther Anderson an vielen Orten der Welt. So verbrachte sie sechs Jahre in Japan. Dort arbeitete sie in Tokio und Osaka. Des Weiteren war sie auch als Model in Hongkong, Korea und Europa tätig. Während ihrer Zeit als Model wurde ihr Talent als Schauspielerin entdeckt, weswegen sie zurück nach Melbourne zog. 2007 bekam sie eine Rolle in der Serie Postcards, welche bis 2008 ausgestrahlt wurde. Im selben Jahr wurde sie Teil der Hauptbesetzung von Home and Away. 2011 entschied sie sich, aus der Seifenoper auszusteigen. Die vorerst letzte Folge mit ihr wurde am 24. Januar 2012 ausgestrahlt. Im November 2012 wurde jedoch bekannt, dass sie 2013 für ein paar Folgen zur Seifenoper zurückkehren würde. Diese drei Folgen wurden im Juni 2013 gesendet. 2010 erschien sie in dem Kurzfilm Breathless. Außerdem nahm sie 2010 an Dancing with the Stars teil. Seit 2013 ist sie in der für den internationalen Markt produzierten, zurzeit auf dem US-amerikanischen Fernsehsender NBC ausgestrahlten Fernsehserie Siberia zu sehen.
Von 2008 bis 2010 war Anderson mit ihrem Home-and-Away-Kollegen Conrad Coleby liiert. 2012 folgte eine Beziehung mit dem Footballspieler Joel Selwood.

## Filmografie (Auswahl)
- 2007–2008: Postcards (Fernsehserie, 17 Folgen)
- 2008–2013: Home and Away (Seifenoper, 378 Folgen)
- 2010: Breathless (Kurzfilm)
- 2010–2011: Dancing with the Stars
- seit 2013: Siberia (Fernsehserie)